# Лийапекси
Ли́йапекси, также Лиапекси (эст. Liiapeksi) — деревня на севере Эстонии, в  волости Куусалу уезда Харьюмаа. 

## География и описание
Расположена в 42 километрах к востоку от Таллина, в центральной части волости у автодороги 1 (Таллин—Нарва. Высота над уровнем моря — 68 метров.
Климат умеренный. Официальный язык — эстонский. Почтовый индекс — 74709.

## Население
По данным переписи населения 2021 года, в Лийапекси проживали 9 человек, все — эстонцы.
Численность населения деревни Лийапекси по данным переписей населения:
| Год  | 1959 | 1970 | 1979 | 1989 | 2000 | 2011 | 2021 |
| ---- | ---- | ---- | ---- | ---- | ---- | ---- | ---- |
| Чел. | 33   | ↗39  | ↘ 36 | ↗ 40 | ↘ 23 | ↘ 15 | ↘ 9  |

## История
В письменных источниках 1844 года упоминается Liabs (хутор), 1871 года — Liapse (хутор), примерно 1900 года — Ліапекси (деревня). Хутора современной деревни в начале XIX века относились к деревне Вахасту, а также Сигула, отдельной деревней Лийапекси сформировалась в конце XIX века.